# Idioma huaorani
El waorani o wao (también sabela y auishiri) es una lengua aislada hablada en la región amazónica de Ecuador por unos 1.200 indígenas waorani.

## Historia
Durante mucho tiempo los waroani fueron un grupo hostil a los contactos con el exterior. La mayor parte del trabajo lingüístico sobre su lengua ha realizado lingüistas del Summer Institute of Linguistics. Catherine Peeke (1973, 1979) y Rachel Saint recopilaron un cierto número de textos en wao

## Descripción lingüística

### Fonología
El inventario de consonantes fue descrito pro Saint y K. L. Pike (1962) y es el que se da a continuación:
|                 | Labial | Alveolar | Palatal | Velar |
| --------------- | ------ | -------- | ------- | ----- |
| Oclusiva sorda  | p      | t        |         | k     |
| Oclusiva sonora | b      | d        | dy      | g     |
| Nasal           | m      | n        | ñ       | ŋ     |
| Aproximante     | w      |          |         |       |

El fonema /d/ tiene alófonos [d]~[ɾ], mientras que el fonema /dy/ tiene alófonos [dʲ]~[j]. Además existen tres fonemas marginales que pertenecen al sistema expresivo: /č/, usadas en expresiones onomatopéyicas; /p</, un clic labial inverso, usado como un negativo enfático; y /m</,una nasal pulmonar inversa. 
En cuanto a la fonotaxis no existen consonantes en posición final, ni grupos consonánticos, aunque sí secuencias de vocales. La nasalización tiene un papel importante en esta lengua.
El idioma waorani presenta cinco fonemas vocálicos orales, con los correspondientes cinco nasales.
|          | Anteriores | Centrales | Posteriores |
| -------- | ---------- | --------- | ----------- |
| Cerradas | i, ĩ       |           |             |
| Medias   | e, ẽ       |           | o, õ        |
| Abiertas | æ, æ̃       | a, ã      |             |

Los alófonos de / o / pueden presentarse como [ɵ, o, ʊ, ɤ] y los alófonos de / õ / tienen un rango similar, [ɵ̃, õ, ʊ̃, ɤ̃], y los alófonos de / e, ẽ / pueden oírse como [ɪ, ɪ̃]